# NGC 1052
NGC 1052是一個在天球上位於鯨魚座的橢圓星系。

## 特徵
NGC 1052距離銀河系約6300萬光年，並且擁有LINER型活动星系核，這代表在NGC 1052中央有大量恆星形成的星暴現象，並且天文學家以更高解析度的觀測資料發現了數個恆星形成區域和年輕星團證實了此一現象。
NGC 1052還發現了從星系核心延伸的兩條小規模的噴流，以及比星系盤面本身延伸更遠的中性氫盤狀結構。這些特徵顯示在大約10億年前和富含氣體的星系碰撞與合併產生了上述的特徵。

## 星系中心黑洞
NGC 1052中心有一個高速旋轉的超大質量黑洞，質量約為1.54億M☉，並且該黑洞大範圍的磁場強度為0.02到8.3 特斯拉。以博士生Anne-Kathrin Baczko為首的研究團隊對此指出該黑洞的磁能量足以提供前述兩道相對論性噴流的驅動能量。
NGC 1052中心超大質量黑洞的位置是除了銀河系超大質量黑洞人馬座A*以外，目前已知宇宙中位置量測最精準的天體。